# サント＝クロワ＝ヴァレ＝フランセーズ
サント＝クロワ＝ヴァレ＝フランセーズ （Sainte-Croix-Vallée-Française、オック語:Senta Crotz de Valfrancesca）は、フランス、オクシタニー地域圏、ロゼール県のコミューン。

## 地理
サント＝クロワ＝ヴァレ＝フランセーズは、ロゼール県、より正確にはセヴェンヌ山脈国立自然公園内にある。

## 歴史
フランス革命の間、単にサント＝クロワと呼ばれていたコミューンであるが、サントル＝ド＝ヴァレ＝フランセーズ（Centre-de-Vallée-Française）という別名もあった。1958年に現在の名称サント＝クロワ＝ヴァレ＝フランセーズが採用された。

## 人口統計
| 1962年 | 1968年 | 1975年 | 1982年 | 1990年 | 1999年 | 2006年 | 2014年 |
| ------ | ------ | ------ | ------ | ------ | ------ | ------ | ------ |
| 251    | 277    | 299    | 307    | 312    | 279    | 305    | 313    |

参照元:1962年から1999年までは複数コミューンに住所登録をする者の重複分を除いたもの。それ以降は当該コミューンの人口統計によるもの。1999年までEHESS/Cassini、2006年以降INSEE。